# Пигадија (Иматија)
Пигадија (грч. Πηγάδια) је насељено место у општини Негуш у периферији Средишња Македонија, Грчка. Према попису из 2021. године било је без становника.